# Sciencefictionhoorspel
Een sciencefictionhoorspel is een hoorspelgenre waarin zich meer of minder wetenschappelijk onderbouwde, 'fantastische' verschijnselen voordoen, zoals ook in sciencefictionliteratuur of film. Veel sciencefictionhoorspelen spelen zich af in de toekomst en de verschijnselen kunnen te maken hebben met buitenaardse wezens, maar kunnen zich ook beperken tot het laten horen van gevolgen van technische vooruitgang waarmee de mens over honderden jaren zal worden geconfronteerd.
De ondertoon van sciencefictionhoorspelen is vaak sterk beïnvloed door de situatie in de tijd waarin het hoorspel is gemaakt.

## Lijst van Nederlandse sciencefictionhoorspelen
- 1984 - George Orwell
- Afspraak met het verleden
- Confrontatie met niet menselijk intellect
- De geest van de asplaats
- De gemeenschappelijke factor
- De Korawa-expeditie
- De laatste dagen van Jericho
- De mensheid bestaat uit mensen
- De Planeten-eter
- De stad rukt op
- De Tijdmachine
- De Tijdverschuiving
- De triffids
- De twaalf maagden
- Het fatale uur van mister Lawson
- Het kwam onverwacht
- Het Labyrinth
- Het Maan mysterie
- Het Marsproject
- Het Transgalactisch Liftershandboek
- Het zesde Continent
- Ik had nooit verwacht eeuwig te leven
- In Utopia
- Landing op de maan
- Maannacht
- Matt Meldon-cyclus (Paul van Herck, TROS, 5-6-1970)

1. Apollo XXI - Het maanmysterie
2. De gesluierde planeet
3. Tunnel der duisternis
4. Prometheus XIII
5. De blauwe zaden

- Op zoek naar de Aarde
- Operatie Wega - Poilitici veranderen nooit
- Paniek op Ganymedes
- Reis beschrijving
- Reisdoel menselijk brein
- Ruimteschip Morgenster
- Samenzwering in vier dimensies
- Sophie
- Sprong in het heelal

1. Operatie Luna
2. Het Mars mysterie
3. Mars slaat toe
4. De terugkeer van Mars

- Testbemanning
- Trein vermist of de ring van Moebius
- Vraaggesprek met een ruimtevaarder
- War of the worlds